# Phryno rustica
Phryno rustica är en tvåvingeart som beskrevs av Robineau-desvoidy 1830. Phryno rustica ingår i släktet Phryno och familjen parasitflugor.
Artens utbredningsområde är Frankrike. Inga underarter finns listade i Catalogue of Life.